# Keine Mauern mehr
"Keine Mauern mehr" (tradução portuguesa: "Muros nunca mais") foi a canção que representou a Áustria no Festival Eurovisão da Canção 1990. Foi interpretada em alemão por Simone. Foi a vigésima canção a ser interpretada na noite do evento, a seguir à canção italiana "Insieme: 1992", interpretada por Toto Cutugno e antes da canção cipriota "Milas Poli", interpretada por Haris Anastasiou. A canção austríaca terminou em 10.º lugar (entre 22 pontos) e recebeu um total de 58 pontos.

## Autores
- Letra: Mario Botazzi
- Música: Marc Berry e Nanna Berry
- orquestração: Richard Österreicher

## Letra
A canção é uma balada dramática, na qual Simone canta sobre a liberdade provocada pela queda do Muro de Berlim. A canção tem algumas palavras em inglês e francês e servo-croata para dar um ar multinacional à canção.